# Rue Omer-Talon
La rue Omer-Talon est une voie du 11e arrondissement de Paris, en France.

## Situation et accès
La rue Omer-Talon est une voie publique située dans le 11e arrondissement de Paris. Elle débute au 30, rue Servan et se termine au 31, rue Merlin.

## Origine du nom

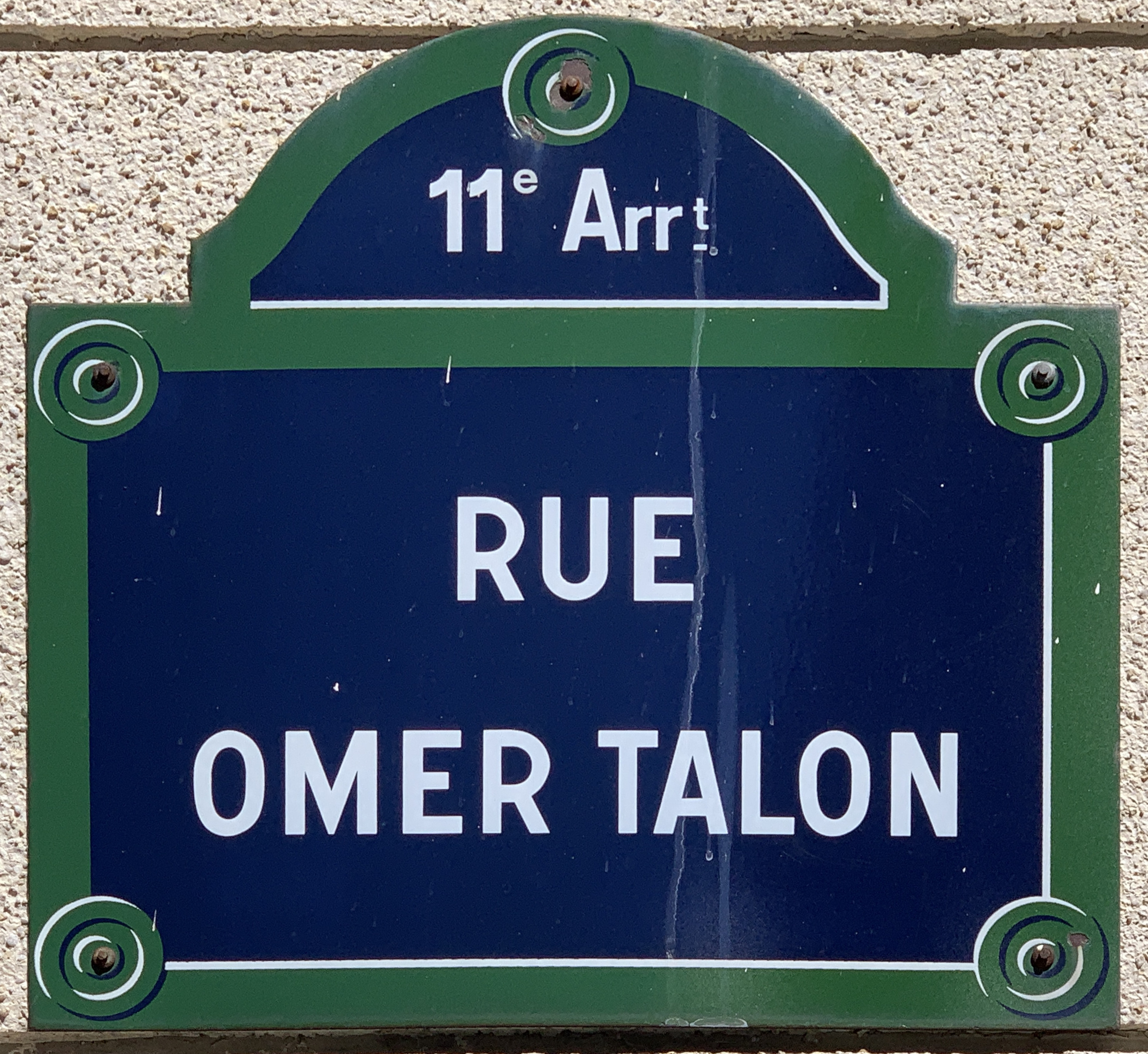
Plaque de la rue.

Elle porte le nom du magistrat et criminaliste Omer Talon (vers 1595-1652), et qui fut avocat général au Parlement de Paris.

## Historique
Créée en 1860, cette voie reçut en 1864 le nom de « rue Omer-Talon », à cause du voisinage de l'ancienne prison des jeunes détenus.

## Bâtiments remarquables et lieux de mémoire
- No 9 : siège de la Ligue régionale Île-de-France de rugby.